# コールダー対ブリティッシュコロンビア州司法長官
コールダー対ブリティッシュコロンビア州司法長官（Calder v. Attorney-General of British Columbia, 1973 S.C.R. 313, 1973 4 W.W.R. 1) とは、カナダ最高裁判所による決定の一つである。土地に対する先住民権がアメリカ大陸の植民地化に先だって存在し、かつ、それが法令としての法にだけ由来するものではないとカナダ法が認知したのは、これが初めてのことだった。
1967年に、ニスガインディアン部族評議会は、ブリティッシュ・コロンビア州内のいくつかの土地に対する先住民権はこれまでに法的に消滅させられたことがなかったという申立てをし、州政府を相手取り訴訟を起こした。
公判および上告において、裁判所は、その土地をめぐる先住民権はかつて存在したが、それは確実に消滅させられたという評決を下した。
カナダ最高裁は、1763年の国王布告の時には存在していた土地に対する先住民権が確かに存在したという評決を下した。だが、裁判所では、土地に対する請求が妥当かどうかをめぐり、3対3に意見が割れた。一方の側は、権利は存在してはいたものの、その土地の管理についての政府による行使の効力によって、消滅させられたと主張したが、もう一方の側は、権利消滅を示すにはそれでは不十分だと主張した。

## 余波
この決定にともない、カナダ政府は先住民との土地権請求交渉のプロセスを見直すことになった。先住民権の基礎はこの後、ゲラン対女王（1984 2 S.C.R. 335.）、や、さらに近年のデルガムーク対ブリティッシュ・コロンビア州（1997, 3 S.C.R. 1010.）などの訴訟においても詳しく述べられている。

## 参考
- セント・キャサリン・ミリング対女王